# Oberlaßnitz
Der Ortsteil Oberlaßnitz liegt im Nordosten der Marktgemeinde Laßnitzhöhe im Bundesland Steiermark in Österreich.

## Lage und Abgrenzung
Begrenzt wird Oberlaßnitz im Norden vom Präbachweg und der Ortschaft Höf (Gemeinde Höf-Präbach), im Osten von Mitterlaßnitz (Gemeinde Nestelbach bei Graz) und im Süden und Westen von der Laßnitzhöher Hauptstraße, im Südosten vom Greimelweg mit dem Buckelberg.

## Morphologie
Der Ortsteil bildet den Talschluss der Laßnitz, am Westhang entspringt der Bach in einem versumpften Gebiet. Die Riedel begrenzen im Norden, Westen und Süden das sich nach Osten weitende Tal. Die Laßnitz fließt wie alle Gewässer, die vom Schemerlrücken nach Osten abfließen, der Raab zu.

## Name und Geschichte
Der Name Laßnitz kommt aus dem Slawischen und bedeutet Waldbach – dies ist für den Ortsteil sehr passend, da die Riedelhänge fast durchwegs bewaldet sind. Der Name kommt entlang des Bachlaufes der Laßnitz mehrfach vor, von der Quelle beginnend mit Laßnitzhöhe, Oberlaßnitz, Mitterlaßnitz und Laßnitztal.
Durch die historische Grenzlage – der Schemerlrücken bildete unter dem Namen Mons Predel im 11. Jahrhundert die Grenze zwischen dem Heiligen Römischen Reich und dem Königreich Ungarn – wurde die Oststeiermark und damit das Gebiet von Laßnitzhöhe erst danach besiedelt. Aus dem Franziszeischen Kataster lässt sich ermitteln, dass in jenem Bereich, wo sich das Tal der Laßnitz weitet, ein Gutshof gestanden haben muss. Der Zeitraum seiner Zerschlagung ist nicht feststellbar, jedoch durch die Gemengelage der Grundparzellen im Vergleich zu den umliegenden Einödhöfen gut nachweisbar. Durch den Bau der Steirischen Ostbahn 1873 und die Errichtung der Bahnstation in Oberlaßnitz begann der touristische Aufschwung und der Villenbau in Laßnitzhöhe. Die Ortschaft war Teil des Kurbezirks. 1951 wurde die Ortschaft mit Wöbling und dem Ortsteil Buckelberg zur Gemeinde Laßnitzhöhe vereinigt. 2012 wurde der Bahnhof umfassend modernisiert.

## Wichtige Gebäude
- Gasthof zur Bahn: Landgasthaus mit über 100-jähriger Tradition in unmittelbarer Nachbarschaft zur Bahnstation
- Bahnstation Laßnitzhöhe, erbaut 1873
- Villa Waldidylle: gründerzeitliche Villa im Heimatstil
- Meisterschaftsplatz der Sportunion Schwarzlbeton SFZ Laßnitzhöhe